# Casa Queralt
La Casa Queralt és un edifici situat al carrer de Pineda, 12, al barri del Coll de Barcelona, catalogat com a bé amb elements d'interès (categoria C).

## Història
Va ser projectada el 1917 per l'arquitecte Josep Maria Jujol, tot i que a l'expedient del permís d'obres només figura la planta baixa. La família Sansalvador era originària de Berga, i li van donar aquest nom en honor de la patrona d'aquella localitat.

## Descripció
Es troba a la part alta de l'antiga finca Sansalvador i la seva situació li ofereix unes vistes inigualables del Pla de Barcelona. És un edifici aïllat de dos habitatges, de planta pràcticament quadrada. Consta de dues plantes, una per cada habitatge. L'habitatge de sota té l'entrada a la cantonada sud-oest i a la de dalt s'hi accedeix per una escala exterior situada al darrere de la casa.
La finca disposa d'un ampli jardí en pendent i està tancada per una tanca de paredó de pedra amb un remat de maó a sardinell que crea una forma poligonal. Aquest formalisme irregular és similar al de la casa de l'altra banda del carrer, obra del mateix arquitecte.
Les façanes principals són la sud i l'oest, en ser les que flanquegen l'accés de la planta baixa i tenen les millors vistes. Són façanes que tenen obertures rectangulars sense decoracions en planta baixa i unes obertures poligonals on la llinda i el trencaaigües formen la mateixa forma triangular d'arc rectilini. Aquestes finestres es disposen en eixos verticals ritmats.
El tret més característic d'aquest edifici és la trobada de les façanes sud i oest on la cantonada és seccionada per crear una balconera i un petit balcó triangular. En la planta baixa fa una operació similar a la cantonada però aquest cop genera un espai a fora de l'edifici per ubicar-hi la porta d'entrada.
La teulada és plana amb terrat. D'aquest surt un badalot prudencialment retirat de les façanes. El perímetre del coronament es soluciona amb un ampit d'obra rematat amb maons verticals capgirats. A les quatre cantonades els murs agafen alçada formant un senzill pinacle coronat per una pedra sense tallar.
Cal destacar la utilització de pedres irregulars en l'escala posterior com a element decoratiu, així com el trencadís del portal de la planta baixa.
L'edifici es considera modernista per la concepció innovadora de l'espai i la creativitat en les formes arquitectòniques. També és interessant l'admissió del confort burgès dins dels criteris d'organització de la distribució segons les vistes.